# Abdias Maurel
Pour les articles homonymes, voir Maurel.
Abdias Maurel, dit Catinat, né au Cailar, en Petite Camargue, à la fin du XVIIe siècle et mort brûlé vif le 22 avril 1705 à Nîmes, fut le principal capitaine de la cavalerie camisarde.
Il doit son surnom au maréchal Nicolas de Catinat, sous lequel il avait combattu en Italie et gagné ses galons. Réputé pour sa grande force physique et son impétuosité, il fut aussi particulièrement cruel : selon certaines sources, il se serait vanté d'avoir tué de ses propres mains plus de 200 catholiques au cours de la Guerre des camisards.

## Biographie

### Jeunesse
Issu d’une famille d’honnêtes cultivateurs protestants du Cailar, il fut enrôlé dans un régiment de dragons et servit en Italie sous Catinat et conçut pour son général une telle admiration, que ses compatriotes, entendant sans cesse l’éloge du maréchal sortir de sa bouche, s’habituèrent à ne plus le désigner que sous le nom de son héros. 

### Premiers pas dans la révolte
Le premier acte de révolte de Catinat fut provoqué par les persécutions commises par le baron de Saint-Cosme, apostat dont les atroces exécutions avaient porté la population protestante à un grand degré d’exaspération. Catinat lui tendit une embuscade et le tua le 13 août 1702. Stupéfait de ce coup d’audace, Basville ordonna les plus actives recherches, mais les exécuteurs de la vengeance populaire furent si bien cachés qu’on ne put les découvrir, en sorte qu’à défaut des coupables, l’intendant dut se contenter de faire rompre vif à Nîmes, le 7 septembre 1702, Pierre Bousanquet, du Cayla, dont le cadavre fut exposé à Montpellier. Cette exécution, ces perquisitions jetèrent l’alarme dans tout le pays. Désespérant d’échapper longtemps aux agents de Basville, Catinat résolut de chercher un asile dans le camp des camisards, dont la guerre était en fait une guérilla opposant protestants et catholiques à cette époque.

### Camisard avec Jean Cavalier
Dès le mois de novembre, il se joignit à la troupe commandée par Jean Cavalier, qui le nomma son lieutenant. Le 5, il prit part au sanglant combat de Vacquières. L’intrépidité qu’il y déploya lors des combats particulièrement brutaux contre les dragons du roi et les milices fut vraisemblablement le la raison pour laquelle les chefs camisards le choisirent pour mener le hardi coup de main qui les rendit maîtres de Sauve. Déguisé sous un uniforme de lieutenant-colonel, Catinat, à la tête d’une cinquantaine de camisards équipés en miliciens, se présenta aux portes de la ville, se faisant passer pour un commandant de la milice à la poursuite des « fanatiques ». M. de Vibrac, co-seigneur de Sauve, l’accueillit de la manière la plus civile, et l’invita à dîner, ainsi que ses deux lieutenants. Sa femme ne tarda pas à s’apercevoir que le prétendu officier du roi n’avait pas été élevé dans la meilleure société, mais elle n’osa éclaircir ses soupçons. Lorsque, au dessert, on annonça l’approche d’une troupe nombreuse de rebelles, la jeune dame conjura ses hôtes de voler à la défense des portes de la ville. Catinat s’empressa galamment d’obéir. Arrivé sur la muraille, il se vit bientôt entouré de la population accourue en armes pour repousser les protestants. Alors seulement il se démasque, et ouvre lui-même la porte à Rolland aux yeux des habitants et de la garnison consternés, que sa troupe tenait en respect en les couchant en joue.
Le 12 janvier 1703, pendant une absence de Cavalier, qui s’était introduit dans Nîmes, il soutint avec Ravanel le glorieux combat du Val-de-Bane contre Broglie, le commandant militaire de la province de Languedoc. Postés sur une hauteur que protégeait un ravin, les camisards attendirent l’attaque des troupes royales, genoux en terre et chantant des psaumes. Ils n’étaient en tout que 200 hommes, mais ils mirent l’ennemi en déroute. Le fameux capitaine Poul, qui commandait l’aile droite, resta sur le champ de bataille, frappé d’une pierre que lui lança la fronde d’un jeune meunier, nommé Samuelet, que son exploit rendit célèbre.
Le soir même, les vainqueurs, qui n’avaient à regretter la perte que d’un seul de leurs compagnons, passèrent le Vistre et brûlèrent l’église et le village de Pouls, presque aux portes de Nîmes, traversèrent le Gardon et firent halte à Barn. Le chevalier de Saint-Chaptes, qui était cantonné à Moussac, voulut leur disputer le passage, mais ils le culbutèrent dans le Gardon et arrivèrent sains et saufs à Bouquet où Cavalier les rejoignit.
Après une expédition malheureuse en Vivarais (défaite de Vagnas), Catinat réussit, avec Ravanel et quelques fuyards, à franchir la Cèze et à regagner les Cévennes, toujours poursuivi, jusqu’à ce qu’il eût atteint un refuge sûr dans les bois de Bouquet. Le 20 février, les camisards prirent une sanglante revanche en écrasant, près de Maruéjols, une compagnie de soldats, dont seuls trois hommes échappèrent. Encouragés par ce succès, ils osèrent redescendre aux environs de Nîmes dans l’espoir de s’y procurer des armes et des vêtements, mais le Maréchal de Montrevel sortit à leur rencontre avec des forces dix fois plus importantes et les enveloppa de toutes parts à la Croix-de-La-Fougasse. Les camisards durent alors s’ouvrir un chemin à la baïonnette et s'échappèrent à la faveur de la nuit après un combat héroïque qui leur coûta cent hommes.
Le mois suivant, Cavalier ayant dû se retirer à Gardet[Où ?] à cause d'une soudaine éruption de petite vérole, Catinat et Ravanel se trouvèrent à la tête des troupes de Cavalier. Ils livrèrent avec Rolland le combat de Pompignan, où, dit Court, « ils firent des actions de valeur dignes des plus grands capitaines ». Quelque temps après, les chefs camisards, sentant le besoin d’un corps de cavalerie pour donner la chasse aux Florentins, envoyèrent Catinat en Camargue, d’où il ramena 200 chevaux. C’est à la tête de ce corps, dont il eut le commandement, qu’il commença à se faire connaître comme un des plus redoutables guerriers camisards, par les ravages qu’il exerça sur les bords du Rhône.
Au mois de septembre 1703, Cavalier l’envoya avec Daires et Pierrot dans le Rouergue, où il espérait provoquer un soulèvement avec le concours de Boaton, entreprise qui échoua. De retour dans les Cévennes, Catinat continua à prendre une part très active aux expéditions de Cavalier et à déployer une étonnante bravoure dans toutes les rencontres des camisards avec les troupes catholiques.

### Poursuite du combat sans Cavalier
Quoiqu’il eût servi d’intermédiaire entre Cavalier et le maréchal de Villars, il refusa d’accepter le traité de paix conclu avec ce dernier en mai 1704. Comme Ravanel, il abandonna son ancien chef à Calvisson et se retira dans les montagnes. Peu après, il eut l’audace de reparaitre dans les environs de Nîmes, et, enleva, aux portes même de cette ville, un certain nombre de chevaux qui lui servirent à remonter sa cavalerie. Le maréchal mit en vain sa tête à prix ; l’appât du gain ne tenta personne, et Catinat put poursuivre, quelque temps encore, ses ravages dans la plaine. Ce fut seulement au mois de septembre, qu’abattu par un échec qu’il éprouva à Maruège en Vaunage, et sentant l’impossibilité de résister avec une poignée de camisards aux nombreux corps de troupes qui étaient à sa poursuite, il consentit à faire sa soumission avec son lieutenant Sauvayre, plus connu sous le nom de Francezet de Beauyoisin, et quatre autres de ses gens. Le 24, il partit pour la Suisse, pour arriver à Genève, le 8 octobre, avec Castanet et vingt-deux autres camisards.
L’ennui, l’indigence, le mal du pays, le regret de la vie de combats et d’aventures qu’il avait menée pendant deux ans dans ses montagnes natales, tout le disposa à écouter les propositions de Flottard de retourner en France pour prendre la tête des camisards encore insurgés. Premier des camisards expatriés à rentrer en France, il quitta la Suisse, vers la fin de novembre, avec son lieutenant Sauvayre et le brigadier Flessières, de Sumène. Ayant réussi à franchir  le Rhône à Villeneuve, il fut de retour, avant Noël, sur l’ancien théâtre de ses exploits et se rendit au Cailar pour revoir sa famille, mais son propre frère le dénonça au curé, qui prévint Basville de son retour. Le capitaine Lauthier, du Cailar, son ancien compagnon d’armes, l’exhorta vainement à s’éloigner; il lui répondit qu’il n’abandonnerait plus le service de Dieu.

### Dernières initiatives et décès
Il fut ainsi à l’origine, avec Ravanel, du « complot des enfants de Dieu », une entreprise de la dernière chance dont le but consistait à s’emparer de certaines villes françaises. C’était un plan dans lequel il comptait sur l’aide de la Grande-Bretagne et de la Hollande, aide qui, malheureusement pour lui, ne vint pas. Après la découverte de cette conspiration, Berwick mit sa tête à prix, le 20 avril 1705, avec menace de mort contre quiconque lui donnerait asile. Toutes les portes lui furent dès lors fermées. Après avoir erré une nuit entière dans les rues de Nîmes, où il s’était rendu avec d’autres conjurés, il voulut essayer d’en sortir le lendemain matin, 24, sous un déguisement. Il avait déjà gagné la campagne, lorsque la rapidité de sa marche et sa tournure suspecte éveillèrent les soupçons. On l’arrêta et il fut reconnu et ramené à Nîmes. La capture du redoutable camisard remplit de joie toute la population catholique qui l'accabla de huées et d'injures.
Basville, après s’être assuré par ses propres yeux de l’identité du prisonnier, l’envoya à Berwick, à qui Catinat avait fait demander un entretien particulier. Le maréchal hésita d’abord, mais voyant le camisard « bien garrotté », il finit par y consentir. Catinat s’était follement imaginé qu’il obtiendrait son échange avec le maréchal de Tallard, prisonnier en Angleterre, et il osa le proposer. « Tu n’as rien de meilleur à m’apprendre ? lui répondit Berwick. Et moi je te dis que dans quatre ou cinq heures tu auras, les os rompus ». 
Son procès fut immédiatement instruit et conclu en moins de deux heures. Il fut condamné à être brûlé vif, après avoir subi la question ordinaire et extraordinaire. Catinat fit exception au courage héroïque avec lequel les camisards étaient toujours morts jusque-là. La douleur eut raison de sa constance et la torture lui arracha les noms de l’armurier Rougier qui lui avait vendu des armes, et de Charles de Saint-Julien, gentilhomme avec qui il avait déjeuné un jour. Au milieu des flammes, ses horribles contorsions, ses cris de rage contrastèrent étrangement aussi avec l’intrépidité calme de Ravanel, qui expira en chantant un psaume. Le supplice eut lieu sur la place des arènes, à l’extrémité du Cours.

## Jugement et postérité
Abdias Maurel a été écrit comme un homme « de haute taille, robuste, la face basanée et farouche, doux avec cela comme une brebis, sans vigueur d’âme, de peu de cervelle, mais un impétueux courage, un sabreur héroïque », ainsi que comme le plus emporté et le plus barbare des chefs des Cévenols.
Outre les ouvrages historiques sur la période, ce personnage haut en couleur a inspiré plusieurs romans. Parmi les plus connus : Catinat gardian de Camargue, chef de cavalerie camisarde d’André Chamson, (Plon, 1982) suivi d’un poème inspiré par Catinat en version provençale et française.